# Народна прогресивна партія (Вануату)
Народна прогресивна партія (англ. People's Progress Party, фр. Parti progressiste populaire) — політична партія Вануату.
Лідер партії, Сато Кілман, є чинним прем'єр-міністром Вануату